# Femme Fatale (Britney Spears)
Femme Fatale je sedmi studijski američke pop glazbenice Britney Spears koji je objavljen 15.ožujka 2011 u izdanju Jive Recordsa. Album je sniman tijekom 2009. do 2011. godine. Pjesma Hold It Against Me objavljena je kao prvi singl s albuma. Pjesma je postala popularna diljem svijeta. Dospjela je do broja 1 u državama kao što su Kanada, SAD,Novi Zeland, Finska. Drugi singl s albuma, "Till the World Ends", je debitirao 4. ožujka 2011. na radio showu Ryana Seacresta i kao singl je izdat isti dan. Nakon svog izlaska, Femme Fatale je dobio uglavnom pozitivne ocjene. Album je debitovao na prvom mjestu u SAD-u, tako postajući Spearsin šesti album na prvom mjestu.

## Pozadina
U lipnju 2010, u intervju s Rap-Up, jedan od producenata albuma Danja je komentirao kako je počeo raditi sa Spears na njenom novom albumu. U studenom 2010. godine, objavljeno je da će Dr. Luke zajedno s Max Martinom biti glavni producent albuma.
Dana, 2.prosinca 2010. na svom 29. rođendanu, Spears je zahvalila svim obožavateljima na njihovim rođendanskim željama i dodala je: "Još malo pa sam gotova sa svojim novim albumom i izlazi u ožujku. Zaljubljena sam u njega!" Nakon objave omota albuma i imena albuma preko Twitteru 2. veljače 2011. Spears je rekla o albumu: 
8. veljače 2011. godine Spears je potvrdila kako radi na novim pjesmama s producentom i članom Black Eyed Peasa will.i.amom. Također je potvrđeno da je pop-pjevačica Kesha učetsvovala u pisanju pjesme  "Till the World Ends".

## Objavljivanje i promocija
2. veljače 2011. godine Spears je objavila naziv albuma preko svog Twitter profila i također je postavila omot albuma. Nakon te objave, naziv albuma je postala jedna od najraspravljenih tema na Twitteru. Femme Fatale je izdat 25. ožujka 2011. u standarnoj i deluxe verziji, koja uključuje dodatne četiri pjesme. Specijalna verzija albuma za fanove također je izdata.
25. ožujka 2011. Spears je nastupila u Palms Casino Resortu u Las Vegasu i tamo izvela pjesme "Hold It Against Me", "Till The World Ends" i "Big Fat Bass". Nastup je snimljen i kasnije je bio uključen u MTV special "I Am The Femme Fatale" koji je emitovan na MTV-u 3. travnja 2011. 27. ožujka, Spears je izvela iste pjesme u Bill Graham Civic Auditoriumu za snimljen nastup za emisiju Good Morning America. 
29. ožujka objavljeno je da će Spears promovirati album na turneji koja počinje 17. lipnja. Kao pomoćni izvođači odabrani su Nicki Minaj, Jessie and the Toy Boys i Nervo.

## Singlovi
"Hold It Against Me" je prvi singl s albuma. Nakon što je demoverzija pjesme izvođena od tekstopisačice Bonnie McKee procurila na internet, Britnina verzija je premijerno prikazana 10. siječnja 2011. Sljedećeg dana, singl je objavljen za digitalno preuzimanje preko iTunesa. Pjesma je debitirala na prvoj poziciji u Kanadi, Belgiji, Danskoj i Novom Zelandu kao i na američkoj ljestvici singlova Billboard Hot 100 i tako je postala drugi umjetnik u povijesti ljestvice koji ima nekoliko pjesama koji su debitirali na prvom mjestu ljestvice, a ovaj singl je četvrti Spearsin broj jedan u SAD-u.
Pjesma "Till the World Ends" objavljena je 4. ožujka 2011. godine kao drugi singl s albuma.

## Komercijalni uspjeh
Femme Fatale je debitovao na prvom mjestu Billboarda 200 s prodanih 276 tisuća kopija u prvom tjednu od izdavanja, i tako postao njen šesti album na prvom mjestu. Tako je Spears izjednačena s Mariah Carey i Janet Jackson po broju albuma na prvom mjestu u SAD-u. Sljedeći tjedan, album pada na drugo mjesto. U trećem tjednu album pada na šesto mjesto. U tri tjedna album se prodaje u 394 tisuća kopija samo u SAD-u. 
Album je debitovao na osmoj poziciji liste albuma u UK, prodajući 31.650 kopija u prvom tjednu. 4. travnja 2011. Femme Fatale debituje na prvoj poziciji liste albuma u Australiji, tako postajući njen prvi album na prvom mjestu u toj zemlji. U Njemačkoj, album je debitovao na desetoj poziciji, tako postajući njen sedmi top 10 album u toj zemlji. U Danskoj, album debituje na osmoj poziciji. 

## Popis pjesama
| Br. | Skladba                              | Tekstopisac                                                                                | Producent                            | Trajanje |
| --- | ------------------------------------ | ------------------------------------------------------------------------------------------ | ------------------------------------ | -------- |
| 1.  | »Till the World Ends«                | Alexander Kronlund, Kesha Sebert, Lukasz Gottwald, Max Martin                              | Dr. Luke, Martin, Billboard          | 3:58     |
| 2.  | »Hold It Against Me«                 | Gottwald, Martin, Mathieu Jomphe, Bonnie McKee                                             | Dr. Luke, Martin, Billboard          | 3:49     |
| 3.  | »Inside Out«                         | Martin, Savan Kotecha, Karl Schuster                                                       | Dr. Luke, Martin, Billboard          | 3:38     |
| 4.  | »I Wanna Go«                         | Martin, Savan Kotecha, Karl Schuster                                                       | Martin, Shellback                    | 3:30     |
| 5.  | »How I Roll«                         | Christian Karlsson, Henrik Jonback, Magnus Lidehäll, Pontus Winnberg, Nicole Morier, McKee | Bloodshy, Jonback, Magnus            | 3:36     |
| 6.  | »(Drop Dead) Beautiful« (feat. Sabi) |                                                                                            | Benny Blanco, Ammo, JMIKE, Billboard | 3:36     |
| 7.  | »Seal It with a Kiss«                |                                                                                            | Dr. Luke, Martin, Dream Machine      | 3:26     |
| 8.  | »Big Fat Bass« (feat. will.i.am)     | will.i.am                                                                                  | will.i.am                            | 4:44     |
| 9.  | »Trouble for Me«                     | Fraser T. Smith, Olivia Waithe, Heather Bright                                             | Smith                                | 3:19     |
| 10. | »Trip to Your Heart«                 | Karlsson, Jonback, Lidehäll, Winnberg, Morier, Stern                                       | Bloodshy, Jonback, Magnus            | 3:33     |
| 11. | »Gasoline«                           | Gottwald, Claude Kelly, Levin, McKee, Emily Wright                                         | Dr. Luke, Benny Blanco               | 3:08     |
| 12. | »Criminal«                           | Tiffany Amber, Martin, Schuster                                                            | Martin, Shellback                    | 3:45     |

| 1. | »Up n' Down«            | Shellback, Martin, Kotecha                                             | Martin, Shellback, Oligee  | 3:42 |
| 2. | »He About to Lose Me«   | Rodney Jerkins, Ina Wroldsen                                           | Rodney "Darkchild" Jerkins | 3:48 |
| 3. | »Selfish«               | Dean, Mikkel S. Eriksen, Tor Erik Hermansen, Sandy Wilhelm, Traci Hale | Stargate, Sandy Vee        | 3:43 |
| 4. | »Don't Keep Me Waiting« | Jerkins, Michaela Shiloh, Thomas Lumpkins                              | Rodney "Darkchild" Jerkins | 3:21 |

## Top ljestvice
| Top ljestvice (2011.) | Najviša pozicija |
| --------------------- | ---------------- |
| Australija            | 1                |
| Austrija              | 1                |
| Kanada                | 1                |
| Danska                | 1                |
| Finska                | 1                |
| UK                    | 8                |
| Francuska             | 4                |
| Njemačka              | 1                |
| Grčka                 | 1                |
| Mađarska              | 6                |
| Irska                 | 4                |
| Japan                 | 9                |
| Meksiko               | 1                |
| Novi Zeland           | 1                |
| Rusija                | 1                |
| Švicarska             | 1                |
| SAD Billboard 200     | 1                |